# Antoinette Dinga-Dzondo
Antoinette Dinga-Dzondo (parfois orthographié « Djondo ») est une économiste et femme politique congolaise née le 16 avril 1955 à Sibiti (République du Congo). Elle fut ministre des Affaires sociales et de l'Action humanitaire de 2016 à 2021.
Avant d'entrer au gouvernement, elle a travaillé pour la CEEAC (1985-1992) ainsi que pour la Banque africaine de développement (1992-2016).

## Biographie

### Études et carrière professionnelle
Née le 16 avril 1955 à Sibiti (Lékoumou), Antoinette Dinga-Dzondo étudie à l'université Lille-I (France), où elle décroche un doctorat en sciences économiques. Elle suit également des formations à l'université de Bradford (planification des investissements dans les pays en développement), à HEC Montréal (promotion et création d'entreprises privées) ainsi qu'à l'université de Cranfield (gestion et développement des ressources humaines).
De septembre 1985 à janvier 1992, elle travaille au sein de l'Union douanière et économique des États de l'Afrique centrale (actuelle CEEAC), à Bangui, en tant qu'experte industrielle principale. Puis, en janvier 1992 elle intègre la Banque africaine de développement (BAD) en tant qu'économiste. Elle y travaillera pendant 24 ans, y faisant toute sa carrière, en occupant des postes tels qu'économiste-pays en chef ou encore représentante résidente au Burkina Faso. Durant l'année 2004, à l'occasion d'un programme d'échange, elle part également travailler au sein du FMI, intégrant l'équipe chargée du Kenya.

### Ministre
Le 30 avril 2016, elle est nommée ministre des Affaires sociales, de l'Action humanitaire et de la Solidarité au sein du gouvernement Mouamba I. Elle fait partie des huit femmes ayant intégré ce gouvernement, ce qui est alors un record dans l'histoire du Congo. Elle succède à Émilienne Raoul le 7 mai, et quitte à cette occasion son poste à la BAD. Lors du remaniement d'août 2017, elle est reconduite dans ses fonctions au sein du gouvernement Mouamba II, mais la dénomination « solidarité » est retirée du titre de son ministère.
En tant que ministre, elle s'implique dans la résolution de la crise que connaît le département du Pool depuis 2016. En août 2018, elle annonce que le gouvernement va investir 1 milliard de francs CFA pour permettre aux populations déplacées de reprendre une activité économique et de reconstruire leur habitat. Elle salue également l'aide financière et matérielle apportée par la Chine et les États-Unis. En janvier 2019, elle conduit une mission d'assistance humanitaire aux populations déplacées du district de Kindamba (Pool), en partenariat avec la FAO et le gouvernement chinois.
Le 15 mai 2021, elle n'est pas reconduite dans le gouvernement Makosso et est remplacée par Irène Mboukou-Kimbatsa.

## Distinctions
- Ordre du mérite national du Burkina Faso[1]
- Médaille d'honneur des collectivités locales, Région des Cascades (Burkina Faso)[1]